# Kikuyus
Els kikuius (també anomenats gĩkũyũ) són un poble de Kenya (Àfrica Equatorial) que s'adscriu ordinàriament al grup dels massais. Són el grup més nombrós de Kenya.
Habiten al sud-sud-oest del munt Kenya, al districte de Kenya-Nagalo, regat pel riu Malanga, capçalera del Tana, i per l'alt Athi, tributari del Sabaki i enclavat en certa forma entre el Likipia i el Kante, que formentots dos part del territori massai.

## Història
Els kikuius probablement van arribar procedents del nord al començament del segle xvi. L'explorador Joseph Thomson (1858-1895), al seu llibre Thorough Massai Land, diu expressament que “els kikuius són parents dels kamba per la llengua i pels costums, malgrat ser inferiors en raça”. Pel que fa a la manera de vestir, els joves i les dones entre els kikuius es vesteixen com els massais, amb algunes modificacions.
Els massais provaren unes quantes vegades de penetrar al país, però, emboscats dins els seus espessos boscos, els kikuius eren massa forts per a ells i cada vegada hagueren de retirar-se. Malgrat que els massais i els kikuius estaven constantment en conflicte entre ells, hi havia entre uns i altres la consigna que les dones no s'havien de molestar; així, se les veia circular lliurement per territori enemic per intercanviar els seus productes.

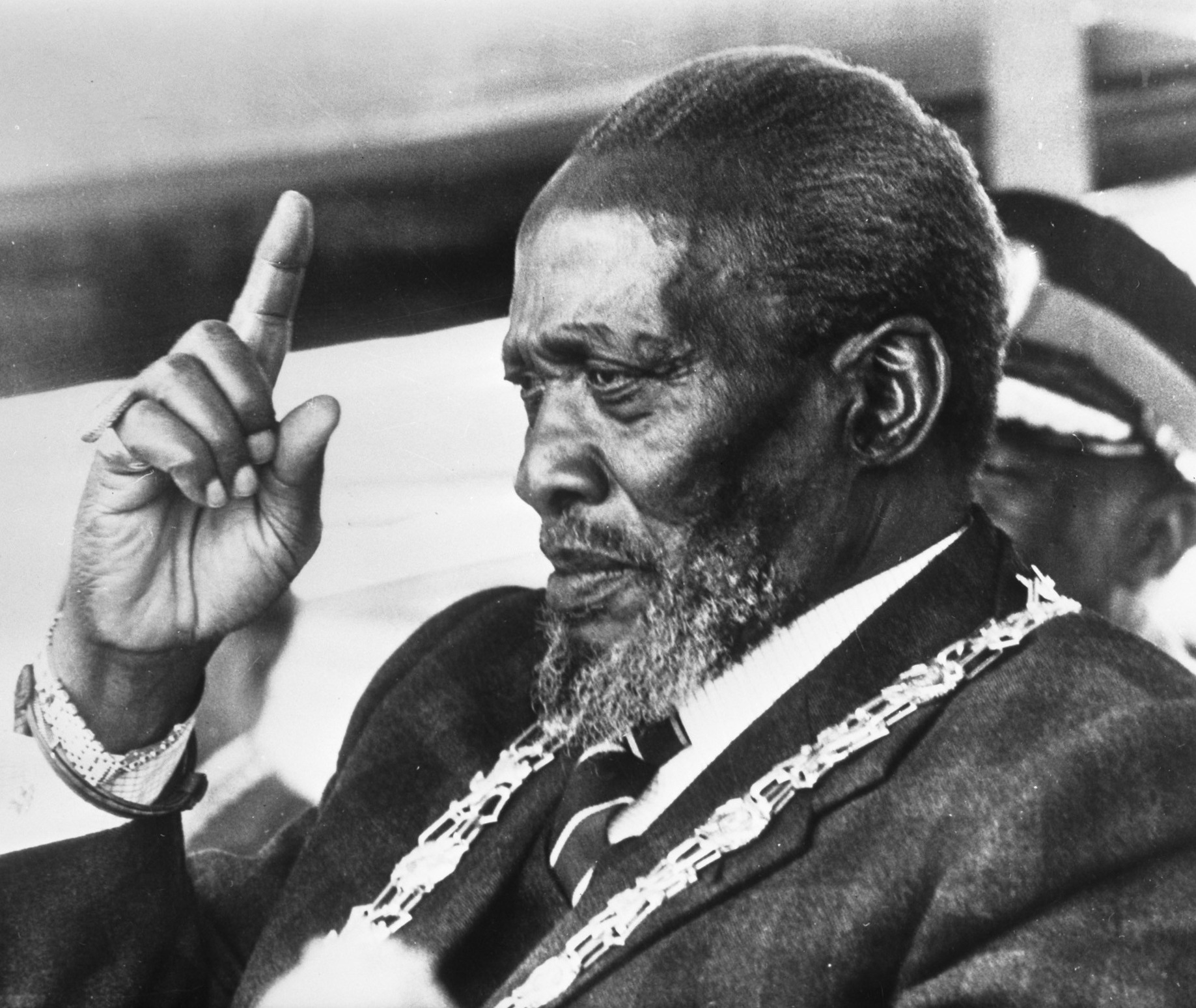
Jomo Kenyatta el 1978

## Els kikuius moderns
Els kikuius foren el grup ètnic més actiu en la lluita per la independència de Kenya. L'Associació Central Kikuiu, fundada el 1924, va ser una organització política que cercava la independència de Kenya; hi milità el que després en seria el primer president,  Jomo Kenyatta.
El tercer president de Kenya, Mwai Kǐbakǐ, guanyador de les eleccions del 2002, també és kikuiu. També són d'ètnia kikuiu la guanyadora del Premi Nobel de la Pau Wangari Maathai i l'escriptor Ngũgĩ wa Thiong'o, guardonat amb el Premi Internacional Catalunya de 2019.